# Escut d'Arizona
El Gran Segell de l'Estat d'Arizona es va adoptar el 1911 (aprovat per l'article 22, secció 20 de la Constitució d'Arizona). L'anell que l'envolta porta les paraules en anglès "Great Seal of the State of Arizona" a la part superior, i l'any 1912 a la part inferior, que recorda la data d'adhesió d'Arizona a la Unió. El lema Ditat Deus (en Català: "Déu Enriqueix") es troba al centre del segell. Al fons està una cadena muntanyosa, i darrere dels seus cims es pot veure una posta de sol. A la dreta de les muntanyes se situen una presa i el seu embassament, camps irrigats i horts. En primer pla es veu a la dreta pasturar el bestiar, a l'esquerra es troba una mina de quars i un miner (George Warren) amb el seu bec i la pala.
El segell representa els cinc elements que antany van ser la base de l'economia d'Arizona: el bestiar, el cotó, el coure, els cítrics i el clima. Apareixen de la següent manera: el bestiar pastura a baix aa la dreta, els cítrics estan representats per l'hort irrigat de l'esquerra i el cotó està representat pels camps irrigats de la dreta, el coure està representat pel miner de l'esquerra, i el clima, que també s'expressa en la flora i la fauna, està representat per una posta de sol al desert.
Els secretari Charles Bruce el 1895 va afegir línies de punts per a la muntanya, cérvols i cactus.
El segell apareix en la còpia original de la Constitució d'Arizona va adoptada el 1910.

## Escuts històrics

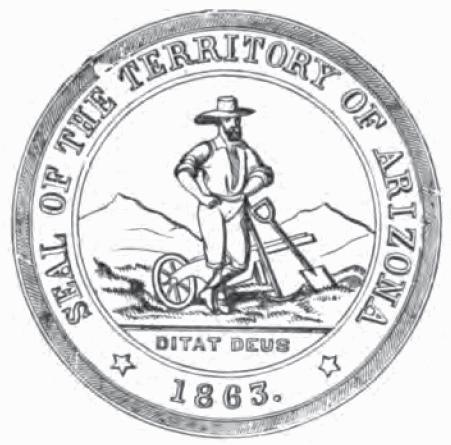
Segell Original del Territori d'Arizona.
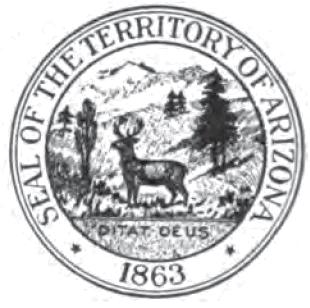
Segon Segell Territorial.